# جيرالد غراف
جيرالد غراف (بالإنجليزية: Gerald Graff)‏ هو أكاديمي أمريكي، ولد في 28 يونيو 1937 في شيكاغو في الولايات المتحدة.